# 茂州
茂州，唐朝到清朝的州。包括當今四川省茂縣、北川羌族自治縣、汶川縣等地區。

## 歷史沿革
貞觀八年（634年），改南会州为茂州，治所在汶山县（今四川省茂县），相当于今四川省茂县、北川羌族自治县、汶川县。天宝、至德年间茂州一度改为通化郡。明朝初年废汶山县入茂州，清朝雍正六年（1728年），升为茂州直隶州。1913年，废除茂州。改为茂县。

## 唐朝茂州刺史
- 李道宗（639年，未任）
- 张士贵（648年）
- 独孤腾云（貞觀年间）
- 吴黑闼（650年—651年）
- 臧彦雄（唐高宗时）
- 元师奖（唐高宗时）
- 唐休琰（唐高宗、武后时）
- 陈大慈（702年）
- 马彰（756年）
- 崔宁（766年）
- 裴繇之（贞元年间）
- 李广诚（809年）
- 窦季余（825年—833年）
- 魏纶（835年—838年）
- 何溢（848年—850年）
- 刘成师（849年）
- 盖巨源（859年—862年）
- 李继昌（890年）
- 张造（890年）
- 王宗瑶（892年）

## 唐朝茂州轄縣
| 唐朝茂州辖县 | 唐朝茂州辖县                                                         |
| ------------ | -------------------------------------------------------------------- |
| 634年        | 汶山县、北川县、汶川县、通化县、石泉县（今四川省北川县禹里乡治城村） |
| 651年        | 汶山县、汶川县、通化县、石泉县（废除北川县）                         |
| 849年        | 汶山县、汶川县、石泉县（通化县改属维州）                             |